# Bougainvillia simplex
Bougainvillia simplex är en nässeldjursart som först beskrevs av Forbes och Harry D.S. Goodsir 1853.  Bougainvillia simplex ingår i släktet Bougainvillia och familjen Bougainvilliidae. Inga underarter finns listade i Catalogue of Life.